# Timulla
Timulla (лат.) — род ос-немок из подсемейства Mutillinae.

## Распространение
Встречаются в Новом Свете: Северная Америка, Южная Америка.

## Описание
Мелкие пушистые рыжевато-коричневые и чёрные осы-немки (бескрылые самки около 10 мм, крылатые самцы до 15 мм), голова и брюшко самцов в основном чёрные. Тело в густых волосках. Голова с крупными овальными глазами. Пронотум и мезонотум слиты в один сегмент у самок (грудь самок из двух отделов), а у самцов грудь из трёх раздельных сегментов. Второй тергит брюшка самок с двумя отметинами (пятнами или полосами), широко соединяется (слит) с третьим сегментом (не стебельчатый). Внутренний край глаз самцов с выемкой. Характерен половой диморфизм: самки бескрылые, самцы — крылатые; жгутик усика самок 10-члениковый, а у самцов жгутик усика состоит из 11 сегментов; самцы обычно крупнее самок. Самка осы пробирается в чужое гнездо и откладывает яйца на личинок хозяина, которыми кормятся их собственные личинки. Среди хозяев известны роющие осы рода Bembix.

## Систематика
Около 180 видов. Относится к трибе Trogaspidiini.
- Timulla absentia Mickel, 1938
- Timulla atriceps (Smith, 1855)
- Timulla barbata
- Timulla barbigera Mickel, 1937
- Timulla bitaeniata (Spinola, 1841)
- Timulla bradleyi Mickel, 1938
- Timulla centroamericana (Dalla Torre, 1897)
- Timulla chrysea Mickel, 1938
- Timulla compressicornis Mickel, 1937
- Timulla connexa  (Cameron, 1894)
- Timulla contigua
- Timulla continua Mickel, 1938
- Timulla cordillera Mickel, 1938
- Timulla criphyla Mickel, 1938
- Timulla dominica Mickel, 1938
- Timulla dubitata  (Smith, 1855) typus
- Timulla dubitatiformis Mickel, 1937
- Timulla eris Mickel, 1938
- Timulla euterpe
- Timulla ferrugata
- Timulla floridensis
- Timulla grotei
- Timulla guadeloupensis Mickel, 1937
- Timulla heterospila  (Gerstaecker, 1874)
- Timulla labdace  Mickel, 1938
- Timulla leona
- Timulla lilea  (Cameron, 1894)
  - = Timulla orthona  (Cameron, 1894)
- Timulla mediata (Fabricius, 1805)
- Timulla navasota
- Timulla nisa  Mickel, 1938
- Timulla oajaca
- Timulla obtusata Mickel, 1937
- Timulla ornatipennis
- Timulla porcata  (Cameron, 1894)
- Timulla rectangula (Spinola, 1841)
- Timulla rufogasta (Lepeletier, 1845)
- Timulla rufogastra Lepeletier, 1845
- Timulla runata Mickel, 1938
- Timulla segesta  Mickel, 1938
- Timulla subrobusta  (Cameron, 1894)
  - = Timulla talus  (Cameron, 1894)
- Timulla suspensa  Mickel, 1937
- Timulla tumidula  (Cameron, 1894)
- Timulla vagans (Fabricius, 1798)
- Timulla valeria Mickel, 1938
- Timulla zonata (Spinola, 1841)